# ピアザ (CASCADEのアルバム)
『ピアザ』は、CASCADE初のベストアルバム。2000年2月23日にビクターエンタテインメントより発売された。

## 概要
メジャーデビューアルバム『VIVA!』から最新アルバム『コドモZ』までに発表された楽曲の中から選曲されている。ボーナストラックとして未発表曲が2曲収録されている。
オールタイムベストではあるが、シングルでは『OH YEAH BABY』・『アザヤカナキセキ』・『Dance Capriccio』・『コングラッチェ』に加え全シングルのカップリング曲が未収録であり、アルバムでは『YELLOW MAGICAL TYPHOON』から選曲されていない。
初回特典としてステッカーが封入されている。

## 収録曲
1. FLOWERS OF ROMANCE
作詞：TAMA・MASASHI、作曲：MASASHI、編曲：CASCADE・藤井丈司
6枚目のシングル。
2. S.O.S ロマンティック
作詞：MASASHI・TAMA、作曲：MASASHI、編曲：CASCADE・藤井丈司
5枚目のシングル。
3. YELLOW YELLOW FIRE
作詞・作曲：MASASHI、編曲：CASCADE・白井良明
3枚目のシングル。
4. Kill Me Stop
作詞：TAMA、作曲：MASASHI、編曲：CASCADE
アルバム『VIVA!』に収録。
5. チェルシー
作詞・作曲：MASASHI、編曲：CASCADE
アルバム『beautiful human life』に収録。
6. メモリーズ
作詞：TAMA、作曲：MASASHI、編曲：CASCADE・藤井丈司
8枚目のシングル。
7. 泣き虫㊙
作詞・作曲：MASASHI、編曲：CASCADE・白井良明
アルバム『サムライマン』に収録。
8. スーパーカー
作詞：TAMA・MASASHI、作曲：MASASHI、編曲：藤井丈司・CASCADE
4枚目のシングル。
9. マダラダマ
作詞・作曲：MASASHI、編曲：CASCADE・白井良明
アルバム『コドモZ』に収録。
10. I WANNA KISS TONIGHT
作詞・作曲：MASASHI、編曲：CASCADE
アルバム『beautiful human life』に収録。
11. ハレルヤ! アイノメガミ
作詞：TAMA、作曲：MASASHI、編曲：CASCADE・白井良明
アルバム『コドモZ』に収録。
12. 小さな星がほら一つ
作詞：MASASHI・TAMA、作曲：MASASHI、編曲：CASCADE・白井良明
アルバム『サムライマン』に収録。
13. アナログ少年
作詞・作曲：MASASHI、編曲：CASCADE
アルバム『VIVA!』に収録。
14. cuckoo
作詞：TAMA、作曲：MASASHI、編曲：CASCADE・白井良明、Strings Arrangement：深沢順
7枚目のシングル。
15. なりきりボニー&クライド
作詞：CASCADE・斉藤美和子、作曲：MASASHI、編曲：CASCADE・白井良明
1枚目のシングル。
16. 湖の上50メートル
作詞・作曲：MASASHI、編曲：CASCADE・白井良明
アルバム『80＊60=98』に収録。
17. 世紀末バンビーナ (bonus track)
作詞・作曲：MASASHI、編曲：CASCADE・白井良明
未発表曲。後にシングル『STRAWBERRY MOON』のカップリングに「世紀末バンビーナ (新世紀バージョン)」としてシングルカットされた。
18. sing a song in the rain (bonus track)
作詞：TAMA、作曲：MASASHI、編曲：CASCADE・白井良明、Strings Arrangement：弦一徹、Horn Arrangement：山本拓夫
未発表曲。